# Wolfgang Gunkel
Wolfgang Gunkel (15. ledna 1948, Berlín – 20. května 2020) byl východoněmecký veslař.
Na Letních olympijských hrách 1972 v Mnichově se stal olympijským vítězem na dvojce s kormidelníkem spolu s Jörgem Luckem. Zúčastnil se též Letních olympijských her 1968, kde na dvojce s kormidelníkem obsadil 4. místo.